# Helmi

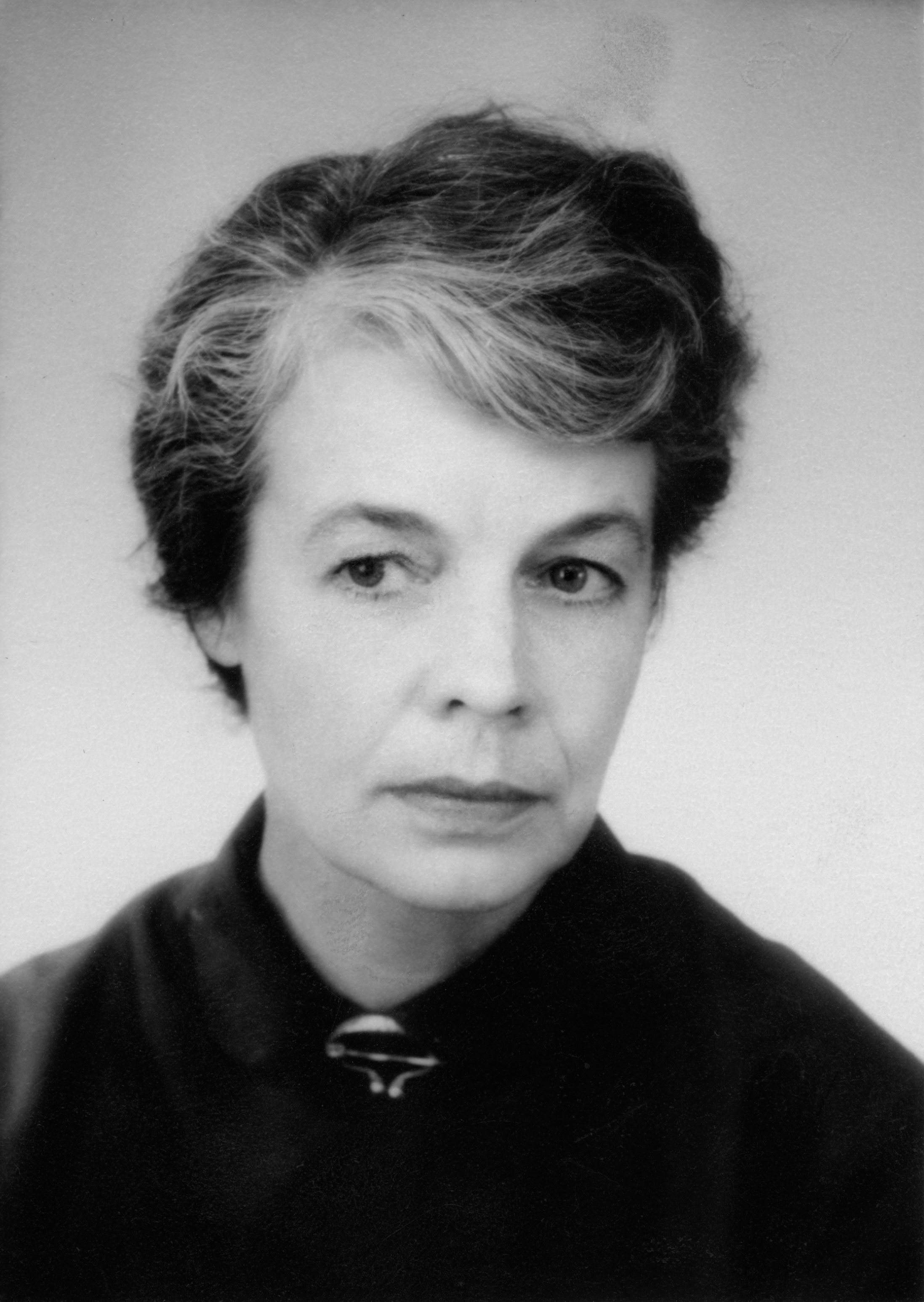
Helmi Kuusi cirka 1960.

Kvinnonamnet Helmi är ett finskt namn som betyder pärla. Det äldsta belägget i Finland är från år 1854.
Helmi kan också vara en kortform av det forntyska namnet Vilhelmina som är sammansatt av ord som betyder, vilja och hjälm. En alternativ stavning är Helmy.
Namnet förekommer även som mansnamn i arabvärlden, särskilt i Egypten. Dess betydelse har med ordet "helm" att göra, vilket är arabiska för tålamod eller dröm.[källa behövs]
Den 31 december 2014 fanns det totalt 828 kvinnor och 52 män folkbokförda i Sverige med namnet Helmi, varav 334 kvinnor och 12 män bar det som tilltalsnamn. Motsvarande siffror för Helmy var 279 kvinnor, varav 95 bar namnet som tilltalsnamn. 
Namnsdag: saknas i Sverige. Från 2001 hade Helmi namnsdag den 6 april, men togs bort och ersattes av William 2011. I den finlandssvenska namnsdagslängden hade Helmi namnsdag 7 maj 1929–1949.

## Personer med namnet Helmi
- Helmi Biese, finsk konstnär
- Helmi Helminen-Nordberg, finländsk etnolog, museichef
- Helmi Krohn, finländsk författare, översättare och tidskriftsredaktör
- Helmi Kuusi, finländsk grafiker och målare
- Helmi Sjöstrand, finlandssvensk konstnär